# Ippolito Andreasi
Ippolito Andreasi dit l'Andreasino (Mantoue, vers 1548 -  Mantoue, 5 juin 1608) est un peintre italien maniériste de la fin du  XVIe siècle et du début du  XVIIe.

## Biographie
Andreasi Ippolito a collaboré avec Teodoro Ghigi dans la décoration  et la peinture à fresques du  plafond de la coupole de la Cathédrale.

## Œuvres
- Le Repos pendant la fuite en Égypte ou La Sainte Famille servie par les anges portant les raisins de la Passion, Musée du Louvre, Paris.
- Portrait de François III de Gonzague se tenant débout près d'une porte,
- Assomption,
- Homme labourant un champ à l'aide de bœufs, (octobre),
- Palazzo del Te, Mantue, Kunstmuseum, Dusseldorf, Allemagne.
- Fresques du  plafond de la coupole de la Cathédrale, Mantoue.
- Dessins au département des arts graphiques du musée du Louvre : 
  - La Vierge avec l'Enfant sur ses genoux et le petit saint Jean
  - Le Mariage mystique de sainte Catherine d'Alexandrie
  - Actéon changé en cerf
  - Cybèle et Saturne
  - Danse de huit enfants ailés, masqués et armés d'épées
  - Eurydice piquée par un serpent s'enfuit devant Aristée
  - Jupiter sort de sa cuisse Bacchus et le remet à trois femmes
  - La Sainte Famille au chêne
  - Le Martyre de saint Laurent
  - Les Instruments de la Passion portés par des anges
  - Phaéton conduisant le char du soleil
  - Sainte Barbe tenant deux palmes devant une tour
  - Trois femmes ailées persécutées par des monstres
  - Un Ange jouant de l'orgue et un autre appuyant sur un soufflet
  - Un Roi assis sur un trône fait distribuer de l'argent à ses généraux

## Sources
- (en) Cet article est partiellement ou en totalité issu de l’article de Wikipédia en anglais intitulé « Ippolito Andreasi » (voir la liste des auteurs).